# Lachnocorynus chobeensis
Lachnocorynus chobeensis är en tvåvingeart som beskrevs av Hesse 1969. Lachnocorynus chobeensis ingår i släktet Lachnocorynus och familjen Mydidae.
Artens utbredningsområde är Botswana. Inga underarter finns listade i Catalogue of Life.